# Christopher Jarzynski
Christopher Jarzynski (Washington DC, 23 novembre 1965) è un fisico statunitense specializzato nel campo della meccanica statistica del non equilibrio.
È noto in particolare per l'uguaglianza di Jarzynski, la cui conferma per mezzo delle pinzette ottiche fu citata dal comitato del Nobel per la fisica come una delle applicazioni più importanti di tale tecnologia, premiata con il premio Nobel per la fisica 2018. Nel 2019 ha ricevuto il premio Lars Onsager per le sue ricerche.

## Carriera accademica e ricerche
Jarzynski si è diplomato alla Our Lady of Good Counsel High School di Wheaton, nel Maryland, nel 1983. Ha poi frequentato la Princeton University, dove si è laureato con lode in fisica nel 1987 dopo aver completato una tesi dal titolo "Una ricerca sperimentale per assioni da 1,7 MeV nei decadimenti nucleari, 'il rivelatore dall'inferno'." Ha conseguito poi il dottorato di ricerca in fisica nel 1994 presso l'Università della California - Berkeley, sotto la supervisione di Władysław J. Świątecki e Robert Grayson Littlejohn.
A Berkley Jarzynski ha studiato gli invarianti adiabatici nei sistemi classici caotici. Dopo aver concluso il dottorato di ricerca, ha trascorso dieci anni al Los Alamos National Laboratory, e dal 2006 è docente presso l'Università del Maryland, College Park. La sua ricerca è incentrata principalmente nell'area della meccanica statistica del non equilibrio, dove ha contribuito alla comprensione di come le leggi della termodinamica si applichino ai sistemi su scala nanometrica. Nel 1997 derivò un'uguaglianza, ora nota come uguaglianza di Jarzynski, che mette in relazione le fluttuazioni di non equilibrio con la variazione di energia libera all'equilibrio, un risultato che è stato poi verificato in numerosi esperimenti e ha trovato applicazioni in biofisica e chimica computazionale. I suoi interessi attuali includono anche la termodinamica dell'elaborazione delle informazioni, nonché le scorciatoie per l'adiabaticità nei sistemi quantistici, classici e stocastici.

## Premi e riconoscimenti
Christopher Jarzynski ha ricevuto nel tempo una borsa di studio Fulbright, il premio Sackler per le scienze fisiche e il premio Lars Onsager 2019. È fellow dell'American Physical Society e dell'American Academy of Arts and Sciences. Nel 2020 è stato eletto alla National Academy of Sciences e gli sono state assegnate una Guggenheim Fellowship e una Simons Fellowship.
Jarzynski è inoltre membro del comitato editoriale del Journal of Statistical Mechanics: Theory and Experiment e editore associato del Journal of Statistical Physics.